# باولة سيدان
باولة سيدان هي قرية في مقاطعة بيرانشهر، إيران. يقدر عدد سكانها بـ 43 نسمة بحسب إحصاء 2016.